# Speicherstadtmuseum

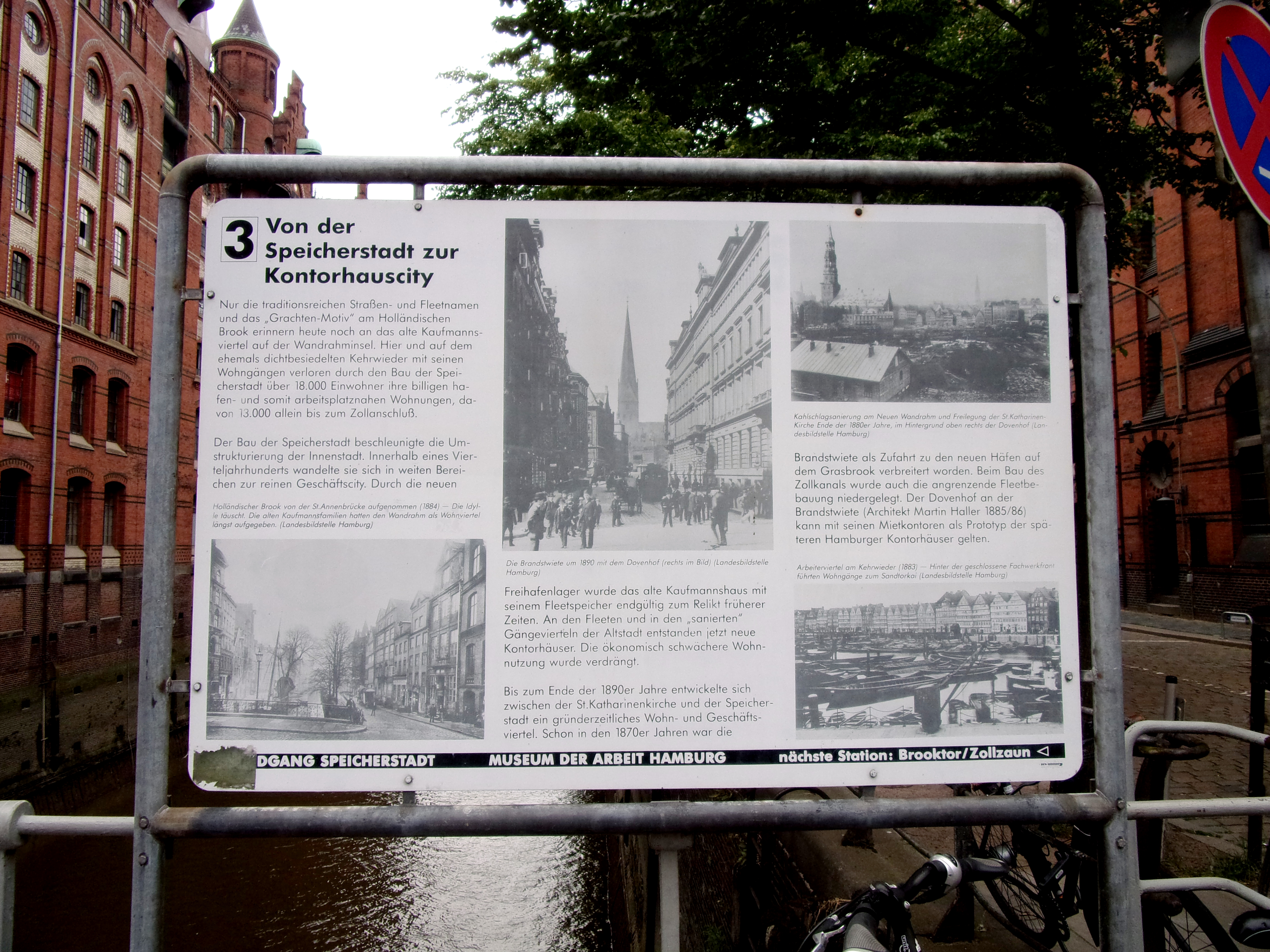
Un cartel explicativo en un puente que conduce al edificio del museo

El Speicherstadtmuseum (lit. Museo de la Ciudad de Almacenes) es un museo histórico de la ciudad-Estado de Hamburgo, Alemania. El museo está dedicado a la documentación y presentación de la historia de la Speicherstadt —el distrito de almacenes portuarios más grande del mundo—, su construcción y su uso y aprovechamiento a lo largo de las décadas. La Speicherstadt fue declarada en 2015 Patrimonio de la Humanidad de la Unescu.
El museo, diseñado por el arquitecto hamburgués Georg Thielen al estilo neogótico (Escuela de Arquitectura de Hannover) se encuentra en una céntrica calle del puerto de Hamburgo, frente a la HafenCity y cerca de establecimientos culturales como Miniatur-Wunderland, Hamburg Dungeon, el Museo de las Especies y la Filarmónica del Elba. Está instalado en un histórico bloque de almacenes de diseño clásico que aún mantiene su original estructura esquelética remachada hecha de hierro forjado.

## Historia
En 1988, con motivo del centenario de la Speicherstadt, el Museo del Trabajo, en colaboración con la Fundación de Museos Históricos de Hamburgo, ofreció una exposición titulada «Speicherstadt: Monumento arquitectónico y centro de trabajo centenario» (Speicherstadt: Baudenkmal und Arbeitsort seit 100 Jahren). La exposición, muy solicitada, se repitió un año después en el marco de las celebraciones del 800.º aniversario del puerto de Hamburgo.
Durante esta exposición se presentó un proyecto para establecer un museo dedicado enteramente a la historia de la Speicherstadt, que contaría con dos plantas (primera y segunda) en el histórico edificio de almacenes comprado a una empresa propietaria de varias edificaciones de la zona portuaria. Otras dos plantas —la tercera y la cuarta— fueron regaladas por la misma empresa a la fundación. El museo, inaugurado en 1995 como sucursal independiente del Museo del Trabajo, contaba por tanto ya desde el principio con cuatro plantas de espacio museístico, lo cual permitía el desarrollo de amplias exposiciones y espacios para actividades.

## Exhibición y actividades
La exposición permanente del museo se centra en los típicos bienes almacenados y las actividades de los almacenistas del puerto de Hamburgo (conocidos tradicionalmente como Quartiersleute; lit. «gente de las cuadras»), como también las tareas elaboradas en conjunto con las casas de comercio y empresas dedicadas a la manipulación de los bienes destinados a ser despachados hacia sus destinos. Los objetos presentados, tanto piezas originales de herramientas y maquinaría como fotografías históricas, ilustran los procesos de recepción, pesaje, clasificación y almacenamiento de productos importados de calidad, como café, té, cacao, caucho o tabaco. Además, el museo presenta algunas de las antiguas profesiones portuarias, ya extintas, como los operadores de gabarras que transportaban las mercancías a los almacenes.
Otros temas centrales de la exposición son la Unión Aduanera y creación de la zona de libre comercio en 1888, y la historia de la construcción de la Speicherstadt, que se realizó en tres fases entre 1885 y 1927. El estado original del distrito de almacenes, que sufrió daños importantes durante los bombardeos de Hamburgo en la Segunda Guerra Mundial, está documentado con fotografías y planos históricos.
También se narra la historia de las islas Brook, un archipiélago de islas fluviales en la delta de Hamburgo que formaba una importante parte de la historia de la ciudad, con su ideal ubicación en la encrucijada entre la ciudad y los puertos marítimos que se habían desarrollado a lo largo de los siglos (muchos textos históricos sobre Hamburgo hacen mención de estas islas). Las islas fueron demolidas durante el proceso de construcción de la Speicherstadt, considerado hasta el día de hoy un sacrificio importante, ya que a finales del siglo xix aún las habitaban unas 16 000 personas, alojadas casi en su totalidad en casas de los siglos xvii y xviii, por lo que una parte considerable del casco histórico de Hamburgo fue sacrificada para la construcción de la Speicherstadt, con la población original desplazada sin una compensación adecuada.
En la exhibición destaca también la historia del comercio del café en Hamburgo, donde en 1887 se abrió la tercera bolsa de futuros de productos básicos del mundo, después de Nueva York y El Havre, y especialmente para el café crudo, por lo que la Speicherstadt no solo se convertía en un importante distrito de almacenes, sino también en un importante centro del comercio internacional. El inventario original de una sala de degustación para productos de café y té muestra que los comerciantes de estos productos solían estar entre los inquilinos tradicionales de los espacios de almacenamiento. El inventario, que incluye tazas con tapa, cuencos, latas de muestra y escupideras, todavía se utiliza a día de hoy para degustaciones públicas de té.
En el Speicherstadtmuseum se llevan a cabo con regularidad eventos públicos, como catas de té o lecturas de novelas históricas y criminales, así como excursiones por la Speicherstadt, que también incluyen una visita a la exposición permanente del museo.